# Let Me Love You (Until You Learn to Love Yourself)
«Let Me Love You (Until You Learn to Love Yourself)»  —en español: ‘Déjame amarte (hasta que aprendas a quererte a ti misma)’—  es una canción interpretada por el cantante y compositor estadounidense Ne-Yo, incluido en su quinto álbum de estudio, R.E.D.. Fue lanzado el 10 de julio de 2012 por Motown Records, que sirvió como el primer sencillo oficial del álbum después de la publicación del promocional, "Lazy Love".
La canción combina elementos del synthpop y el europop con un coro compuesto por la cantautora australiana Sia. La producción estuvo a cargo de unos habituales colaboradores de Ne-Yo, los noruegos StarGate y los productores británicos Mark Hadfield y Mike Di Scala (también conocidos como Reeva & Black).
Gracias a este sencillo, Ne-Yo logró su cuarto número 1 en la lista de sencillos del Reino Unido como artista principal. En su primera semana llegó a vender alrededor de 89 000 copias y hasta diciembre de 2012 llevó la cuenta de 347.000 copias vendidas, convirtiéndose así, en el 49.º sencillo más vendido del año 2012. En los Estados Unidos, alcanzó la sexta ubicación del Billboard Hot 100 y fue certificado con el disco de platino.

## Video musical
El video fue dirigido por Christopher Simms y fue estrenado por su canal de Ne-Yo en VEVO, el 18 de julio de 2012. Durante las escenas de baile, Ne-Yo ensaya unos pasos típicos del estilo de Michael Jackson.

## Posicionamiento en listas y certificaciones
| Lista (2012–13)                       | Mejor posición |
| ------------------------------------- | -------------- |
| Alemania (Media Control AG)           | 61             |
| Australia (ARIA)                      | 8              |
| Bélgica (Flandes) (Ultratop 50)       | 10             |
| Bélgica (Valonia) (Ultratop 50)       | 30             |
| Canadá (Hot 100)                      | 11             |
| Escocia (The Official Charts Company) | 3              |
| Eslovaquia (Rádio Top 100)            | 19             |
| Estados Unidos (Billboard Hot 100)    | 6              |
| Estados Unidos (Pop Songs)            | 4              |
| Estados Unidos (Hot Dance Club Songs) | 4              |
| Francia (SNEP)                        | 22             |
| Hungría (Rádiós Top 40)               | 26             |
| Irlanda (IRMA)                        | 5              |
| Japón (Japan Hot 100)                 | 43             |
| Nueva Zelanda (Recorded Music NZ)     | 20             |
| Países Bajos (Dutch Top 40)           | 26             |
| Reino Unido (UK Singles Chart)        | 1              |
| Reino Unido (UK R&B Chart)            | 1              |
| República Checa (Rádio Top 100)       | 38             |
| Sudáfrica (Mediaguide)                | 1              |
| Suiza (Schweizer Hitparade)           | 55             |

| País           | Organismo certificador | Certificación | Ref.   |
| -------------- | ---------------------- | ------------- | ------ |
| Australia      | ARIA                   | 2× Platino    | [ 22 ] |
| Dinamarca      | IFPI Dinamarca         | Oro           | [ 23 ] |
| Estados Unidos | RIAA                   | Platino       | [ 3 ]  |
| Italia         | FIMI                   | Platino       | [ 24 ] |
| México         | AMPROFON               | Oro           | [ 25 ] |
| Nueva Zelanda  | RIANZ                  | Oro           | [ 26 ] |

### Sucesión en listas
| Anterior: «Wings» de Little Mix | UK Singles Chart — Sencillo número 1 9 de septiembre de 2012 — 15 de septiembre de 2012 | Siguiente: «Hall of Fame» de The Script con will.i.am |